# HD 1185
HD1185 є подвійною зорею, що знаходиться  у сузір'ї Андромеда.
Дана подвійна система має видиму зоряну величину в
смузі V приблизно 6.1.
Вона розташована на відстані близько 300 світлових років від Сонця.

## Подвійна зоря
Головна зоря цієї системи належить до хімічно пекулярних зір й має
спектральний клас A1.
Інша компонента має спектральний клас A0 й видиму зоряну величину в смузі V приблизно 9.75.

## Пекулярний хімічний вміст
Зоряна атмосфера HD1185 має підвищений вміст Si.